# Manglars d'Indoxina
Els manglars d'Indoxina són una gran ecoregió de manglars a les costes de Tailàndia, Cambodja, Vietnam i Malàisia del sud-est asiàtic.

## Ubicació i descripció
Els boscos de manglars es produeixen en costes que es renten regularment amb aigua salada per moviments de marees. A la regió hi ha pegats de mangle i n'hi va haver una altra vegada. Actualment, les zones més grans es mantenen al delta del Mekong, al districte d'U Minh i d'altres parts de la província de Cà Mau, a l'extrem sud del Vietnam. A Vietnam hi ha pegats més petits a la badia de Cam Ranh, al sud, i al delta del riu Riu Roig al nord.

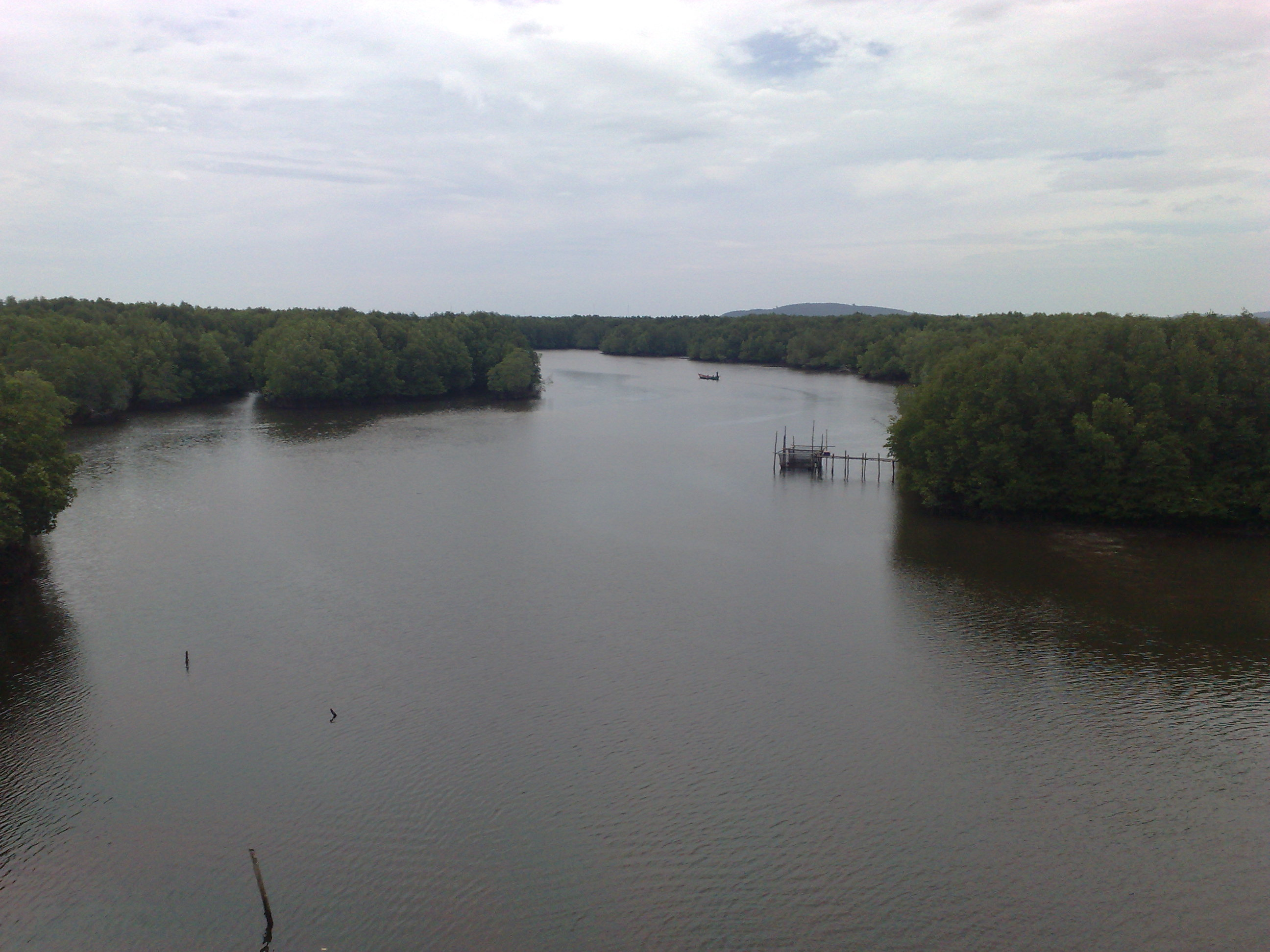
Un riu al santuari de la vida salvatge de Peam Krasop. Els turistes poden pagar al voltant de 40.000 riel (10 dòlars EUA) per tenir un guia local que els porti per les aigües mitjançant un vaixell motoritzat.

Enormes àrees d'hàbitat de mangles a les costes del sud del Vietnam, inclosos els deltes del riu Mekong i el Riu Vermell, van ser afectades per la guerra del Vietnam quan les zones de mangles van ser esborrades o destruïdes pels bombardejos i l'agent defoliant Taronja, mentre que els manglars al voltant de Pattaya i al delta del Chao Phraya a Tailàndia i la badia de Kompong Som a Cambodja han estat netejats per al desenvolupament agrícola i costaner.
La superfície de l'ecoregió ascendeix a 26.936 quilòmetres quadrats.

## Flora

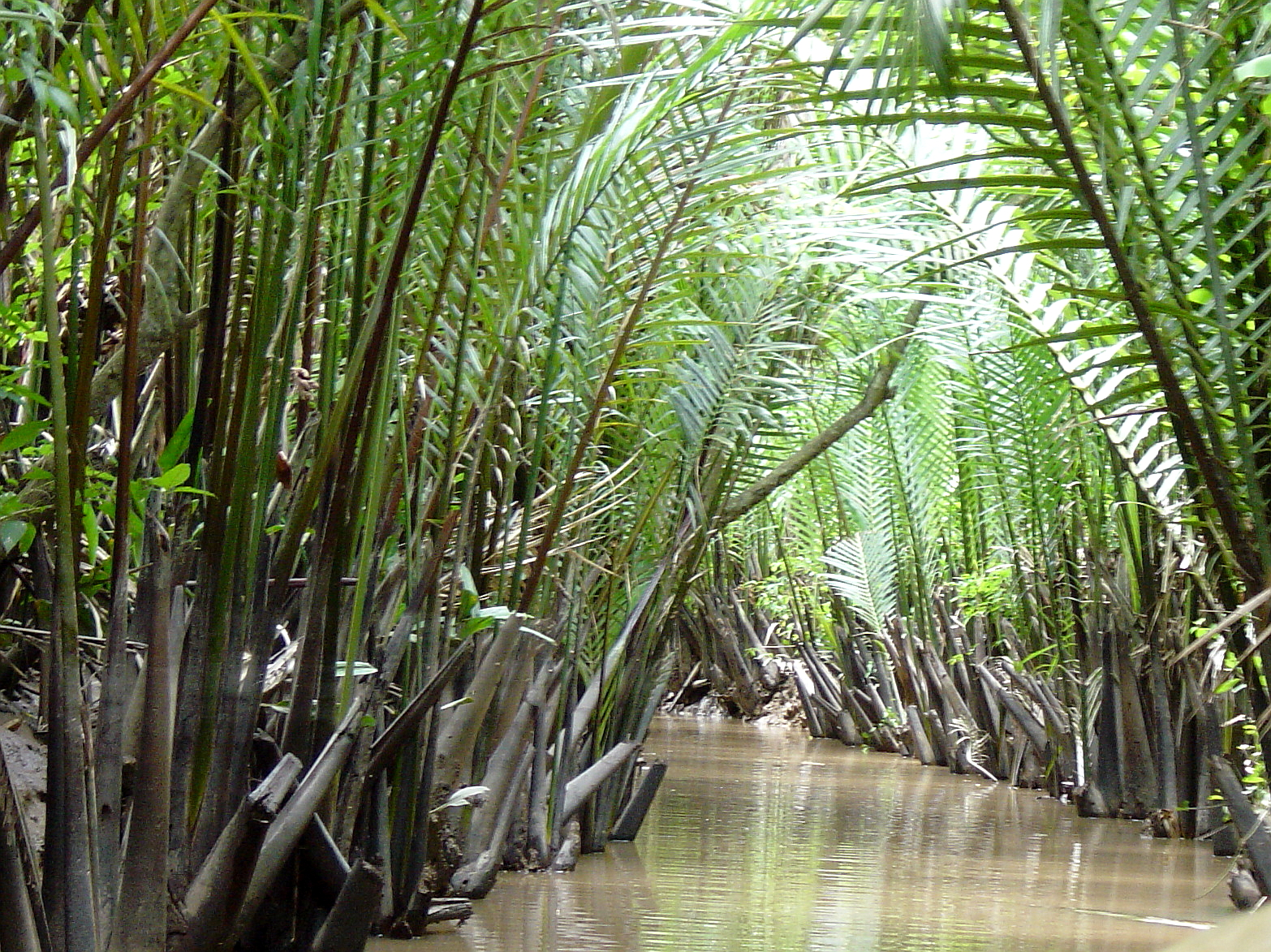
Nypa fruticans a les vores d'un riu de Vietnam.

Els manglars d'Indoxina contenen un nombre divers d'arbres i altres plantes que varien segons la proximitat de la costa, essent principalment els arbres de la costa Avicennia alba i el cinturó interior que hi ha al darrere, on l'aigua és menys salada formada per Rhizophora apiculata i Bruguiera parviflora.

## Fauna
Els manglars supervivents són un hàbitat important per a molta vida salvatge, especialment les aus aquàtiques com marabú collgroc, l'ànec captacat i el pelicà bectacat. Els mamífers dels manglars inclouen el tigre (Panthera tigris), el tapir asiàtic i el siamang. Els rèptils que es troben aquí inclouen Varanus salvator, el cocodril malai i el cocodril marí.

## Conservació

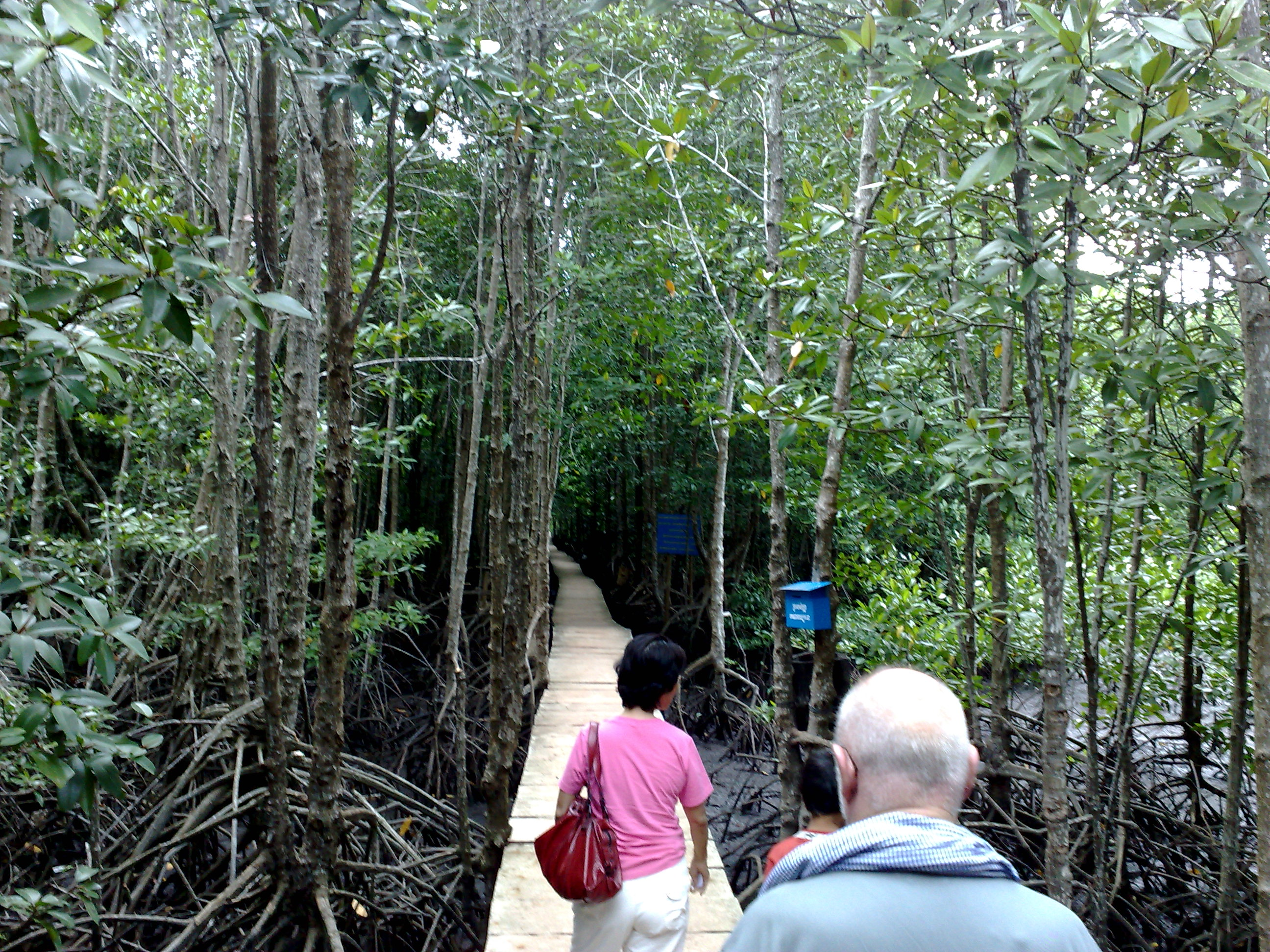
Els turistes caminen sobre ponts de fusta per boscos de mangles al santuari de la fauna de Peam Krasop a la província de Koh Kong a Cambodja. 2011.

L'ecoregió es considera que es troba en perill crític a causa de la progressiva reducció de la seva superfície a causa de múltiples formes de pressió antròpica, no menys important que es derivi de l'ús intensiu de napalm durant la guerra. El govern vietnamita ha iniciat programes de repoblació a les zones afectades, però encara es troben en males condicions. Només una petita part de l'ecoregió, al voltant del 3%, es troba dins d'àrees protegides, com ara el parc nacional Botum Sakor de Cambodja, el parc nacional Côn, o, el parc nacional Mũi Cà Mau i el bosc de manglars de Can Gio al Vietnam.